# جويل ريديز
جويل ريديز (بالسويدية: Joel Riddez)‏ (21 مايو 1980 بستوكهولم في السويد - ) هو لاعب كرة قدم سويدي في مركز الدفاع. لعب مع نادي آسيريسكا ونادي أوربرو ونادي سترومسغودست ونادي يورغوردينس وIK Frej ‏.

## وصلات خارجية
- جويل ريديز على موقع اتحاد السويد (السويدية)
- جويل ريديز على موقع قاعدة بيانات كرة القدم.إي يو (الإنجليزية)
- جويل ريديز على موقع Soccerway.com (الإنجليزية)